# Vuapa elliptica
Vuapa elliptica là một loài thực vật có hoa trong họ Đậu. Loài này được (Desv.) Kuntze miêu tả khoa học đầu tiên năm 1891.